# Nicanor Reyes

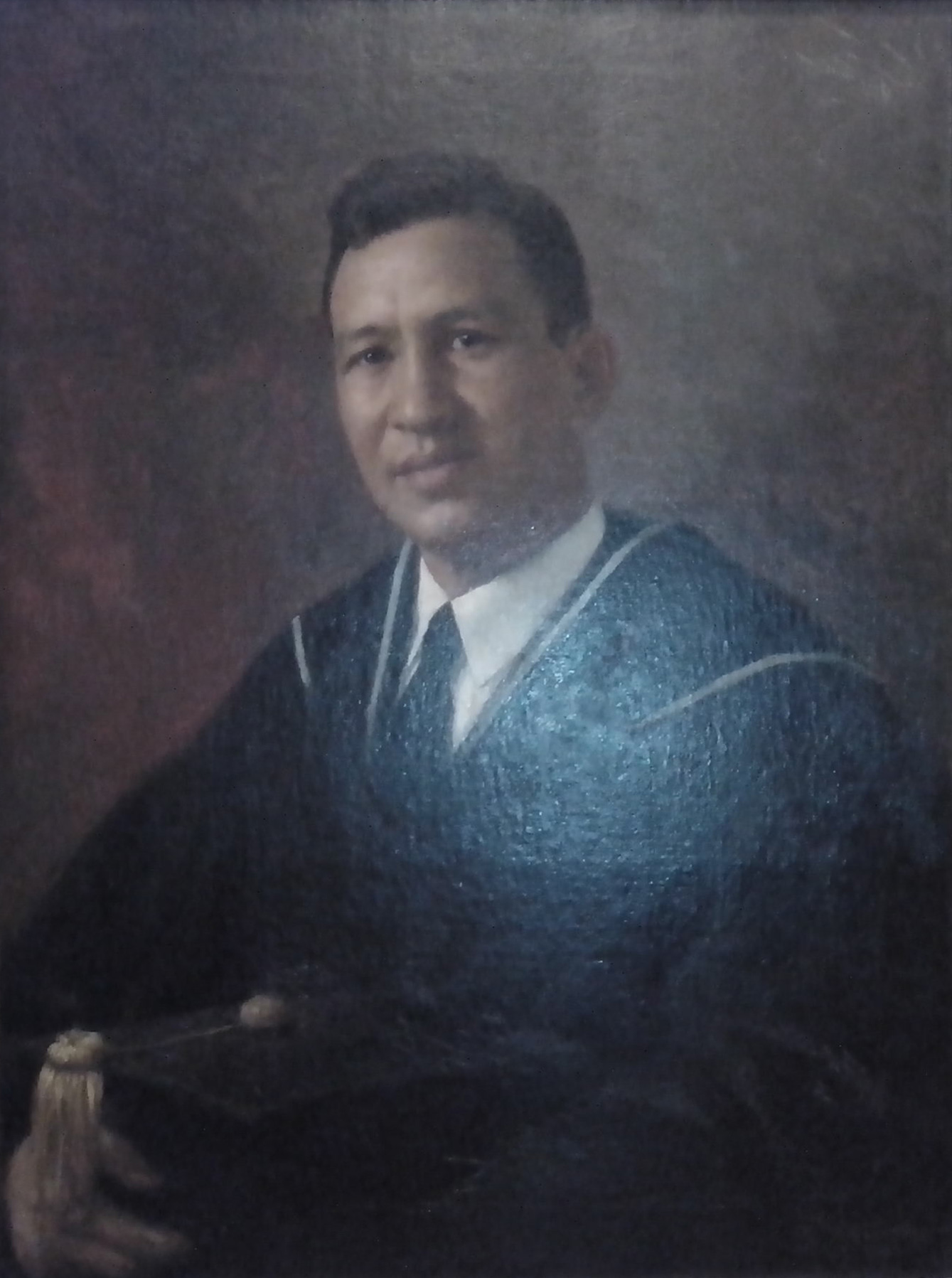
Een potret van Reyes geschilderd door de Filipijnse kunstschilder Fernando Amorsolo

Nicanor Reyes (Manilla, 2 januari 1894 - aldaar, 9 februari 1945) was een Filipijns onderwijsbestuurder. Hij was de oprichter en eerste president van de Far Eastern University.

## Biografie
Nicanor Reyes werd geboren op 2 januari 1894 in de Filipijnse hoofdstad Manilla. Hij behaalde een Bachelor of Arts-diploma aan de University of the Philippines en studeerde aansluitend in de Verenigde Staten. In 1917 voltooide Reyes een Bachelor of Science-opleiding Handel aan de New York-universiteit en 1919 een Master-diploma aan de Columbia-universiteit. In 1921 werd Reyes aangesteld als professor bedrijfskunde aan de University of the Philippines. Na het behalen van het CPA (Certified Public Accountant) werkte hij als accountant voor diverse bedrijven tot hij op kosten van de Amerikaanse koloniale overheid naar de VS vertrok voor een vervolgstudie. In 1926 voltooide hij zijn Ph.D Accountancy aan Columbia University.
Terug in de Filipijnen richtte hij in 1928 samen met Francisco Dalupan sr. en Clemente Uson het Institute of Accountancy op. Reyes werd aangesteld als president van deze nieuwe onderwijsinstelling. Deze instelling bood in eerste instantie alleen een driejarige opleiding voor accountants aan. Een jaar na de oprichting kreeg de instelling al de naam Institute of Accounts, Business and Finance (IABF) na het toevoegen van nieuwe studierichtingen. In 1933 fuseerde de IABF met de door Vicente Fabella, Honorio Poblador en anderen oprichtte Far Eastern College. De onderwijsinstelling ging verder als de Far Eastern University (FEU). Vanaf 1934 opereerde de FEU als universiteit met Reyes als president. De universiteit is daarmee de op vijf na oudste universiteit van de Filipijnen.
Gedurende de Tweede Wereldoorlog fungeerde de campus van de FEU als hoofdkwartier van de Kempeitai, de Japanse militaire politie. Gedurende de Slag om Manilla werden de administratie en diverse gebouwen van de universiteit in brand gestoken en Reyes werd gevangen genomen en gedood door de Japanners. Hij was vanaf 1919 tot zijn dood getrouwd met Amparo Mendoza. Samen kregen ze vijf kinderen. Zijn oudste zoon Nicanor Reyes jr. was in de jaren 50 ook president van de FEU.